# ティリダテス1世

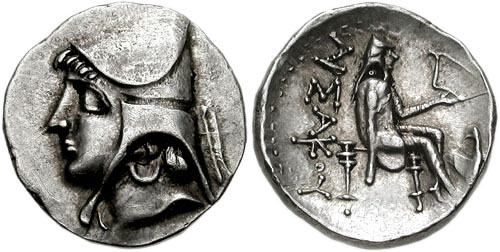
ティリダテス1世

ティリダテス1世（Tiridates I、在位：紀元前248年頃 - 紀元前211年頃）は、アルサケス朝パルティア王国の初代王アルサケス1世の弟。

## 生涯
セレウコス朝のセレウコス2世（紀元前246年 - 紀元前225年）がアシアでガリア人に敗れたという噂を聞いたアルサケスとティリダテスの兄弟は盗賊の手勢を率いて、セレウコス朝のパルティア州に侵入し、その総督アンドラゴラスを襲撃して殺害した。そして兄のアルサケスはアスタウエネのアサアクで王冠を授けられ、アルサケス朝パルティア王国を建国した。
紀元前248年頃、アルサケス1世から王位を継承したティリダテス1世は、ほどなくしてカスピ海の南岸のヒュルカニア王国を侵入し征服した。紀元前234年、それまで脅威であったバクトリアのディオドトス1世が没したため、恐怖から解放されたティリダテス1世はその息子で王位を継いだディオドトス2世と講和を結び、さらに強力な軍隊を持つようになった。
紀元前228年頃、セレウコス朝のセレウコス2世はバビロンに軍を集結し、東進を始めた。その進撃でティリダテス1世は退却し、最終的にカスピ海近くのステップに住むアパシアカエ（アパ・サカ族＝水サカ族の意）に庇護を求めた。しかし紀元前227年頃、セレウコス朝内で内紛が起きたため、セレウコス2世は東進を取りやめ、シリアに退却した。これによりパルティア人は勝利宣言をすることができた。
ティリダテス1世は自らの地位を確立するために軍隊を増強し、砦を建造し、既存の都市を補強した。また、アパオルテノン山の極めて要害堅固な場所に新しい都市ダラを建設し、おそらくパルティア王国の首都とした。37年間統治したティリダテス1世は紀元前211年に没すると、息子のアルタバノス（あるいは甥のアルサケス2世）に王位を継承させた。

## 参考資料
- ニールソン・C・デベボイス『パルティアの歴史』（小玉新次郎、伊吹寛子訳、山川出版社、1993年）、ISBN 4634658607
- ポンペイウス・トログス / ユスティヌス抄録『地中海世界史』（合阪學訳、京都大学学術出版会〈西洋古典叢書〉、1998年）、ISBN 4876981078